# Chester Leo Helms
Chester Leo „Chet“ Helms (* 2. August 1942 in Santa Maria, Kalifornien; † 25. Juni 2005 in San Francisco, Kalifornien) war ein kalifornischer Konzertveranstalter und Hippie-Aktivist. Helms war Manager der Band Big Brother and the Holding Company und Entdecker von Janis Joplin, die er miteinander bekannt machte.

## Leben und Wirken

### Kindheit und Jugend
Chester Leo Helms war der älteste von drei Brüdern. Als Chet neun Jahre alt war, starb der Vater und die Familie zog von der Westküste nach Texas. Dort immatrikulierte er sich für ein Studium an der University of Texas at Austin, brach aber bereits 1962 ab und trampte unter dem Eindruck von Jack Kerouacs Roman On the Road westwärts und landete schließlich in San Francisco, Kalifornien.
Als Helms 1963 erneut in seiner Südstaatenheimat weilte, hörte er die damals noch unbekannte Folk- und Bluessängerin Janis Joplin. Er überredete sie dazu, mit ihm nach San Francisco zu trampen. Weil sich der Erfolg in der örtlichen Kaffeehausszene nicht einstellte, kehrte Janis Joplin bald wieder nach Texas zurück.

### Family Dog
In Haight-Ashbury fand Chet Helms schnell Anschluss an die gerade aufkeimende Hippie-Szene. Zusammen mit dem Künstler Alton Kelley, dem späteren Grateful-Dead-Manager Rock Scully und weiteren Freunden gründete man eine lose Hippie- und Künstlerkommune. Da alle einen Hund hatten, taufte man die Kommune Family Dog. Zusammen lebte man ähnlich der Merry Pranksters in einer Garage in der Page Street Nr. 1090. Zum Umfeld von Family Dog gehörten auch The Charlatans, die erste Band des aufkommenden Psychedelic Rock. Schnell teilte man ein gemeinsames Interesse an LSD, das damals noch legal war.
Bei einem Auftritt im Red Dog Saloon der ehemaligen Goldgräberstadt Virginia City, Nevada, im Summer 1965 machten Family Dog und The Charlatans eine folgenschwere Erfahrung. Die anwesenden, berauschten Hipster tanzten frei zu der ebenso frei improvisierten Musik der Charlatans – Tanzen hatte bisher eine starre Abfolge definierter Schritte im zeitlichen Rahmen kurzer Popsongs bedeutet. Diese psychedelische Auftrittserfahrung wollten Family Dog in San Francisco wiederholen.
Am 16. Oktober 1965 mieteten Family Dog eine Gewerkschaftshalle, die Longshoremen’s Hall an der Fisherman’s Wharf. Unter dem Titel A Tribute to Dr. Strange veranstaltete Family Dog ein experimentelles Rockvergnügen, bei dem die Band Jefferson Airplane auftrat. Rund 400 bis 500 Leute besuchten die Veranstaltung. Im Januar 1966 fand ebenfalls in der Longshoremen’s Hall das von den Merry Pranksters initiierte Trips Festival statt. Auch dieses mehrtägige Ereignis war äußerst gut besucht.

### Avalon Ballroom
Im Anschluss an diese zwei erfolgreichen Rockveranstaltungen organisierte Chet Helms – anfangs im Wechsel mit Bill Graham – wöchentliche Konzertveranstaltungen im Fillmore Auditorium. Hierzu gründete Helms im Februar 1966 die Veranstaltungsfirma Family Dog Productions. Als die Zusammenarbeit der beiden Veranstalter Graham und Helms problematisch wurde, löste sich Helms vom Fillmore Auditorium und mietete im April 1966 den Avalon Ballroom, wo Big Brother and the Holding Company zur Hausband avancierten.
Chet Helms erinnerte sich an die gewaltige Stimme seiner texanischen Freundin Janis Joplin und überredete sie erneut, nach San Francisco zu kommen. Joplin, die in Texas überlegt hatte, sich der Band 13th Floor Elevators anzuschließen, folgte dem Telefonanruf und probte mit Big Brother and the Holding Company, und bereits im Juni 1966 trat man gemeinsam im Avalon Ballroom auf. Auf dem Monterey Pop Festival 1967 wurde die Band von Chet Helms angesagt und Big Brother and the Holding Company schafften dort ihren Durchbruch beim Massenpublikum.
Zu den Bands, die im Avalon Ballroom auftraten, gehörten neben Big Brother and the Holding Company weitere hiesige Bands wie die Grateful Dead, Country Joe and the Fish, Jefferson Airplane, Moby Grape, The Great Society, 13th Floor Elevators, Blue Cheer, Vanilla Fudge, Paul Butterfield Blues Band, Steppenwolf, Electric Flag, Captain Beefheart & His Magic Band und Quicksilver Messenger Service, aber auch The Byrds, Buffalo Springfield und The Doors aus Los Angeles.
Um ihre Veranstaltungen bekannt zu machen, arbeiteten Chet Helms und Family Dog Productions mit einer Gruppe Plakatkünstler zusammen, die außergewöhnliche Poster für die psychedelischen Konzerte schufen. Dazu gehörten Rick Griffin, Stanley Mouse, Alton Kelley, Victor Moscoso und Wes Wilson, bekannt als „The San Francisco 5“. Ihre Poster vom Avalon sind heute teure Sammlerobjekte.
Die beiden Konzertveranstalter Bill Graham und Chet Helm vertraten eine unterschiedliche Unternehmensphilosophie. Während Graham als der geschäftstüchtigere und profitorientierte Unternehmer galt, war Chet Helms eher an Hippie-Idealen interessiert und ließ Freunde und Bekannte gern mal kostenlos auf Konzerte. Ray Manzarek, Organist bei den Doors, die in beiden Häusern aufgetreten waren, schrieb in seiner Autobiografie: „Chet war das genaue Gegenteil von Bill. Chet war der Gute. Der Nette.“ Die Konkurrenzsituation verschärfte sich, als Bill Graham 1968 den Winterland Ballroom und den Carousel Ballroom (fortan das Fillmore West) übernahm.
Als Helms Ende 1968 die Lizenz für den Avalon Ballroom verlor, ging er nach Ocean Beach, wo er am Great Highway weitere Family Dog-Konzerte veranstaltete; der Ort wurde bekannt als „Family Dog on the Great Highway“.

### Spätere Jahre
Anfang der 1970er Jahre zog er sich aus dem Konzertgeschäft zurück und managte eine Kunstgalerie und arbeitete als Fotograf. Er starb an den Folgen eines Schlaganfalles. Mit ihm ist eine der großen Persönlichkeiten der Hippie-Ära verstorben. Nach seinem Tod wurde seine Urne im San Francisco Columbarium bestattet.